# Abinergaos I.
Abinergaos I. (oder Abinerglos I.) war ein König der Charakene.
Es sind vier Münzen von ihm bekannt, die in die Jahre 10/11, 11/12, 13/14 und 22/23 n. Chr. datiert sind und den Herrscher auf der einen und Herakles auf der anderen Seite zeigen. Der Herrscher wird auch bei Josephus genannt, der berichtet, dass Monobazos I., König von Adiabene, seinen Thronerben Izates in die Charakene sandte, wo dieser zum Judentum übertrat.
Für das Jahr 18/19 n. Chr. ist Orabazes I. in einer Inschrift aus Palmyra als Herrscher der Charakene belegt. Die Herrschaft des Abinergaos I. war also durch die eines anderen Herrschers unterbrochen. Die Gründe dafür sind unbekannt.